# Décès en 1233
Décès
- 1229
- 1230
- 1231
- 1232
- 1233
- 1234
- 1235
- 1236
- 1237

Cette page dresse une liste de personnalités mortes au cours de l'année 1233 :
- 24 janvier : Orson de Nemours, grand chambellan de France.
- 1er mars : Thomas Ier de Savoie, 9e comte de Maurienne et marquis en Italie et le troisième à porter le titre de comte de Savoie.
- 4 mars ou 26 juillet : Ferrand de Flandre, infant de Portugal, comte de Flandre et de Hainaut.
- 8 mars : Thomas Ier de Savoie, comte de Savoie.
- 8 juillet : Konoe Motomichi, noble de cour japonais (kugyō) de la fin de l'époque de Heian au début de l'époque de Kamakura qui exerce la fonction de régent pour trois empereurs.
- 29 juillet : Savary Ier de Mauléon, seigneur de Châtelaillon, de Talmond, de Benon, d’Angoulême, de La Flotte-en-Ré et de Fontenay-Le-Comte. Il sera nommé Sénéchal de Saintonge.
- 30 juillet : Conrad de Marbourg, religieux allemand de l'ordre des Prémontrés, confesseur de sainte Élisabeth de Hongrie, premier responsable de l’Inquisition dans le Saint-Empire romain germanique.

- Ibn al-Athîr, ou Abu al-Hasan Ali 'izz al-Din, historien arabe sunnite.
- Alix de Montferrat, reine de Chypre, surnommée La Reine Lombarde.
- Bohémond IV d'Antioche, ou Bohémond IV de Poitiers, comte de Tripoli et prince d'Antioche.
- Christian II d'Oldenbourg, comte d'Oldenbourg.
- William Comyn, membre de la famille Comyn, comte de Buchan et seigneur de Badenoch.
- Cyrille II métropolite de Kiev, occupe le premier siège épiscopal de l'ensemble des terres russes et ukrainiennes.
- Fujiwara no Shunshi, impératrice consort du Japon.
- Jean Apokaukos, prélat byzantin qui joue un rôle politique, juridique et religieux important dans le despotat d’Épire.
- Guy Ier de Lévis, seigneur de Mirepoix et maréchal de la foi qui s'illustre pendant la croisade des Albigeois en tant que lieutenant de son suzerain Simon IV de Montfort.
- Mathilde d'Angoulême, héritière du comté d'Angoulême.
- Pierre de Voisins, seigneur de Voisins-le-Bretonneux, puis de Limoux, d'Arques, Alet, Reddes, Caderonne, Couiza et Bugarach.
- Simon de Joinville, seigneur de Joinville, un croisé et un sénéchal de Champagne.

## Crédit d'auteurs
- Cet article est partiellement ou en totalité issu de l'article intitulé « 1233 » (voir la liste des auteurs).